# Campionati del mondo di ciclismo su pista 2019 - Chilometro a cronometro
La chilometro a cronometro ai Campionati del mondo di ciclismo su pista 2019 si è svolta il 1º marzo 2019.

## Podio
| Pos.    | Atleta            | Nazionalità |
| ------- | ----------------- | ----------- |
| Oro     | Quentin Lafargue  | Francia     |
| Argento | Theo Bos          | Paesi Bassi |
| Bronzo  | Michaël D'Almeida | Francia     |

## Risultati

### Qualificazioni
I migliori otto tempo si qualificano per la finale.
| Posizione | Atleta              | Nazione       | Tempo    | Gap    | Note |
| --------- | ------------------- | ------------- | -------- | ------ | ---- |
| 1         | Quentin Lafargue    | Francia       | 59.845   |        | Q    |
| 2         | Theo Bos            | Paesi Bassi   | 1:00.133 | +0.288 | Q    |
| 3         | Michaël D'Almeida   | Francia       | 1:00.379 | +0.534 | Q    |
| 4         | Francesco Lamon     | Italia        | 1:00.550 | +0.705 | Q    |
| 5         | Cameron Scott       | Australia     | 1:00.790 | +0.945 | Q    |
| 6         | Marc Jurczyk        | Germania      | 1:01.002 | +1.157 | Q    |
| 7         | Sam Ligtlee         | Paesi Bassi   | 1:01.062 | +1.217 | Q    |
| 8         | Tomáš Bábek         | Rep. Ceca     | 1:01.092 | +1.247 | Q    |
| 9         | Robin Wagner        | Rep. Ceca     | 1:01.195 | +1.350 |      |
| 10        | Nick Kergozou       | Nuova Zelanda | 1:01.436 | +1.591 |      |
| 11        | Joseph Truman       | Gran Bretagna | 1:01.545 | +1.700 |      |
| 12        | Eric Engler         | Germania      | 1:01.591 | +1.746 |      |
| 13        | Santiago Ramírez    | Colombia      | 1:01.731 | +1.886 |      |
| 14        | José Moreno Sánchez | Spagna        | 1:02.050 | +2.205 |      |
| 15        | Jean Spies          | Sudafrica     | 1:02.608 | +2.763 |      |
| 16        | Aidan Caves         | Canada        | 1:02.812 | +2.967 |      |
| 17        | Corbin Strong       | Nuova Zelanda | 1:02.821 | +2.976 |      |
| 18        | Alexander Sharapov  | Russia        | 1:03.170 | +3.325 |      |
| 19        | Sergey Ponomaryov   | Kazakistan    | 1:03.494 | +3.649 |      |

### Finale
| Posizione | Nome              | Nazione     | Tempo    | Gap    | Note |
| --------- | ----------------- | ----------- | -------- | ------ | ---- |
| 1         | Quentin Lafargue  | Francia     | 1:00.029 |        |      |
| 2         | Theo Bos          | Paesi Bassi | 1:00.388 | +0.359 |      |
| 3         | Michaël D'Almeida | Francia     | 1:00.826 | +0.797 |      |
| 4         | Francesco Lamon   | Italia      | 1:00.958 | +0.929 |      |
| 5         | Cameron Scott     | Australia   | 1:01.048 | +1.019 |      |
| 6         | Tomáš Bábek       | Rep. Ceca   | 1:01.186 | +1.157 |      |
| 7         | Sam Ligtlee       | Paesi Bassi | 1:01.205 | +1.176 |      |
| 8         | Marc Jurczyk      | Germania    | 1:01.569 | +1.540 |      |